# Plac Konstytucji 3 Maja w Chojnie
Plac Konstytucji 3 Maja w Chojnie (do 1945 r. niem. Marktplatz) – prostokątny plac na terenie Starego Miasta w Chojnie. Od południowego wschodu ograniczony ulicą Mieszka I, od północnego wschodu ulicą Jagiełły, od północnego zachodu gmachem ratusza, a od południowego zachodu ulicą Bolesława Chrobrego.

## Historia
Główny rynek najstarszej części miasta. Na przełomie XIII i XIV wieku przy rynku wzniesiono nowy ratusz, który zastąpił wcześniejszą budowlę, zniszczoną w pożarze z 1316 r. Chojna uległa zniszczeniu w czasie wojny trzydziestoletniej. W 1714 r., w ramach odbudowy miasta po działaniach wojennych, płytę rynku wyłożono brukiem.  
W lutym 1945 r. kamienice wokół rynku i ratusz zostały zdewastowane przez Armię Czerwoną. Po II wojnie światowej rozebrano ruiny zabudowy, pozostawiając tylko wypalony ratusz. Przeszedł on odbudowę dopiero w latach 1977–1986. Pustą pierzeję południowo-zachodnią wypełniono blokiem a północno-wschodnią stylizowanymi kamienicami. Pierzeja południowo-wschodnia nie została odbudowana – w jej miejscu znajduje się trawnik przed kościołem Mariackim. 

## Galeria

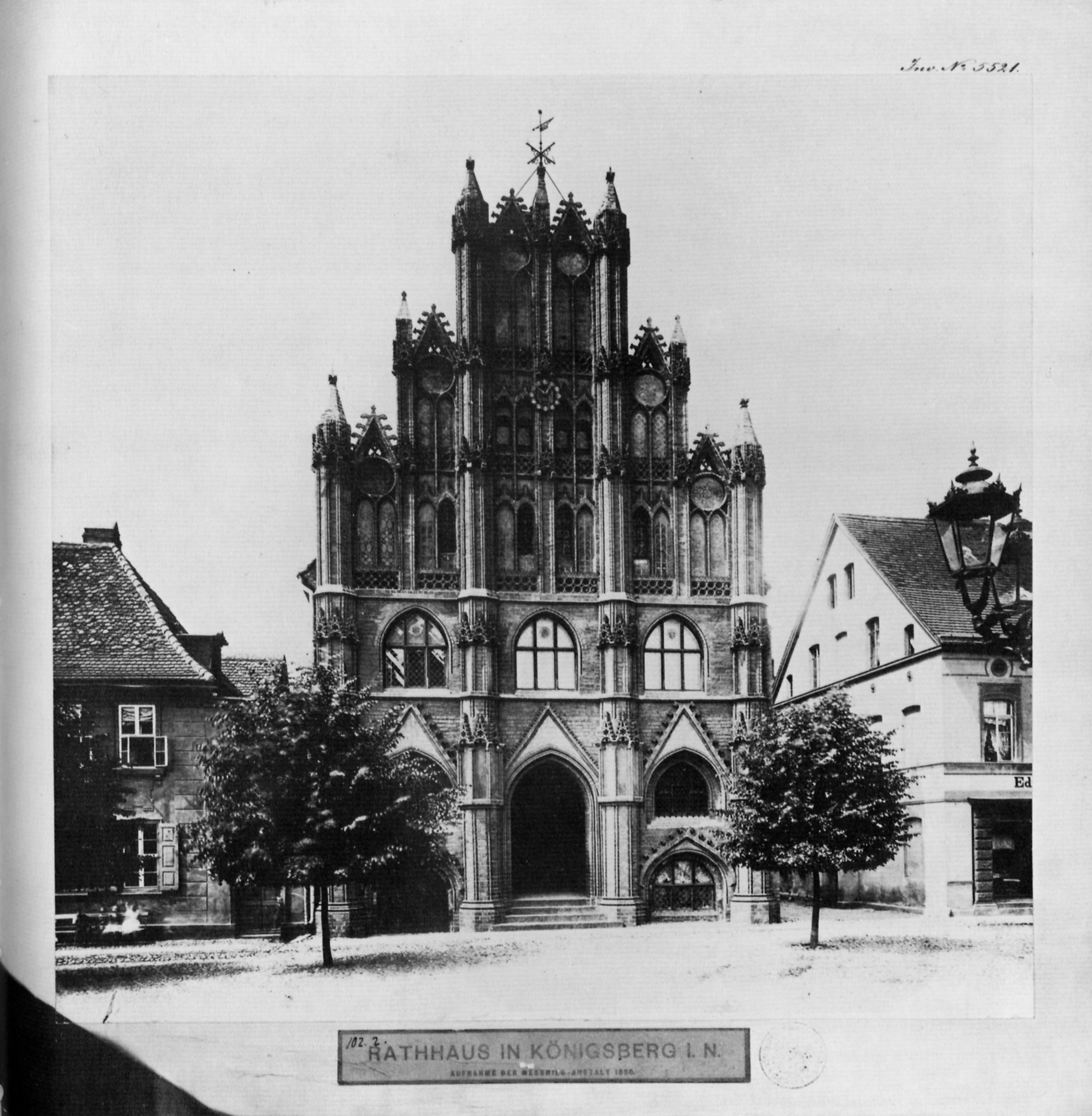
Fragment rynku z ratuszem przed II wojną światową
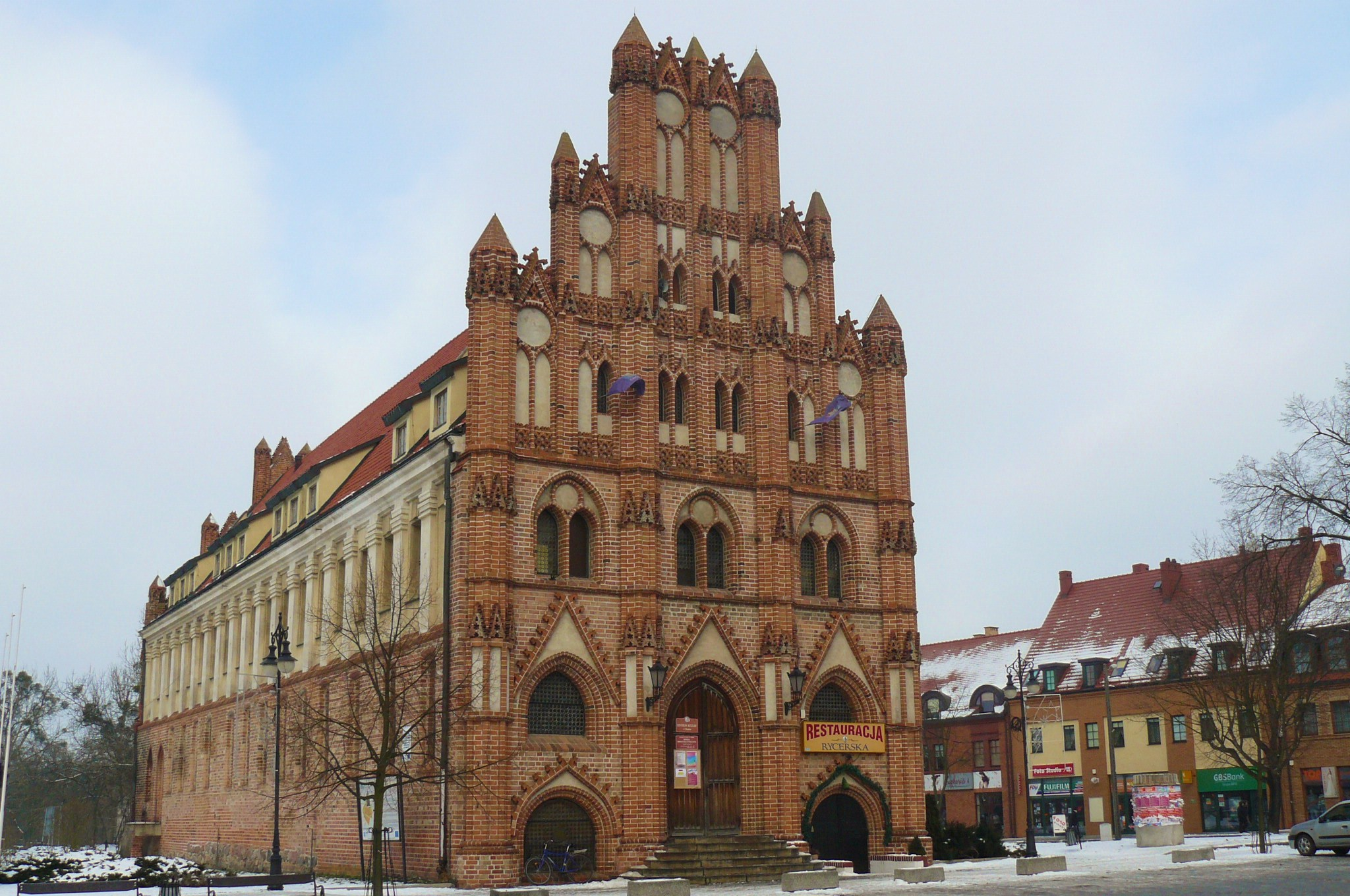
Fragment rynku z ratuszem współcześnie
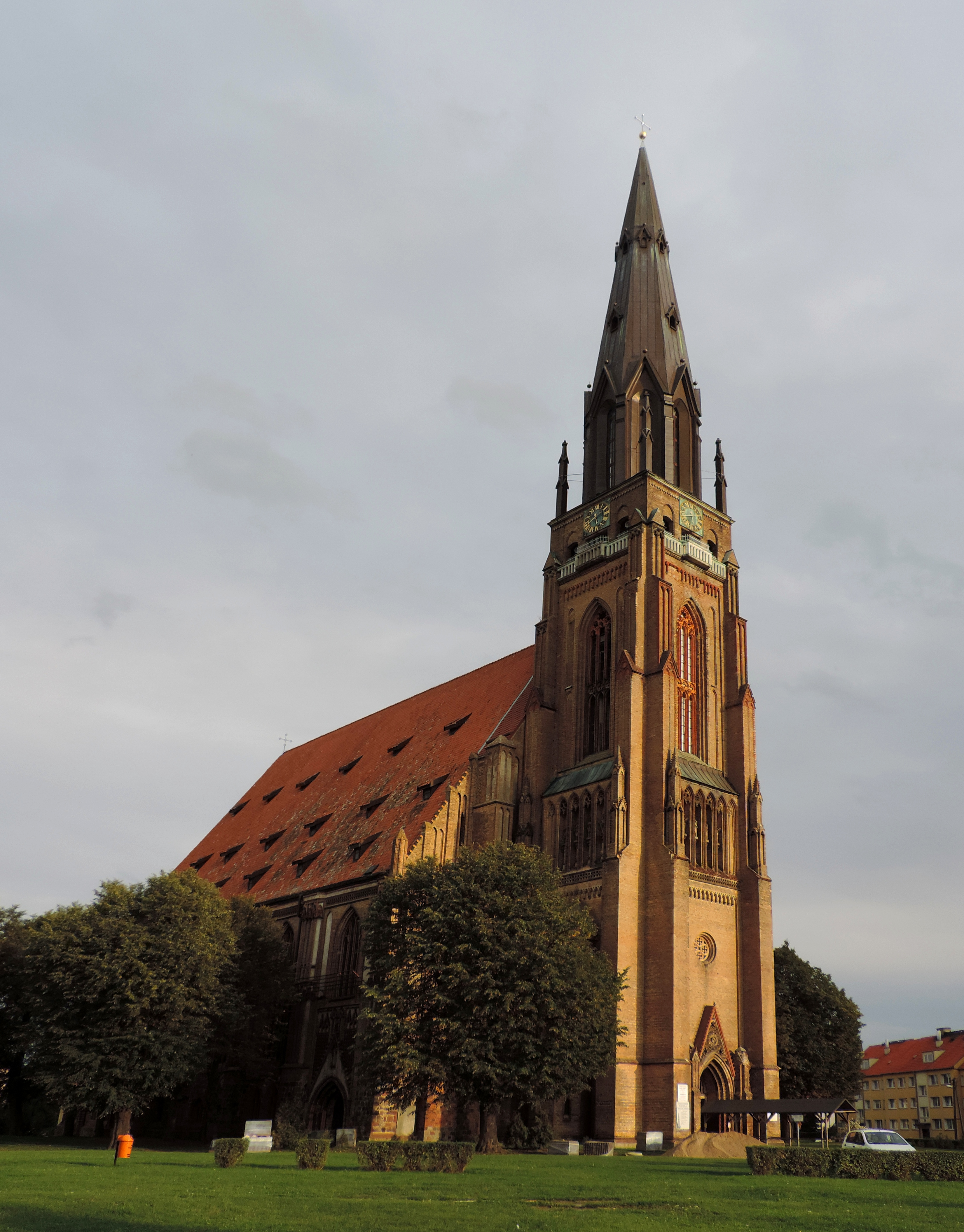
Kościół Mariacki i trawnik w miejscu pierzei rynku